# Lucy Desmond
Lucy Desmond (Lambeth, Reino Unido, 17 de abril de 1899-Surrey, Inglaterra, agosto de 1992) fue una gimnasta artística británica, medallista de bronce olímpica en Ámsterdam 1928 en el concurso por equipos.

## Carrera deportiva
En las Olimpiadas celebradas en Ámsterdam en 1928 gana medalla de bronce en el concurso por equipos, tras las neerlandesas (oro) e italianas (plata), siendo sus compañeras de equipo las gimnastas: Annie Broadbent, Margaret Hartley, Amy Jagger, Isobel Judd, Jessie Kite, Marjorie Moreman, Edith Pickles, Ethel Seymour, Ada Smith, Hilda Smith y Doris Woods.